# Haplochromis coprologus
Haplochromis coprologus är en fiskart som beskrevs av Niemantsverdriet och Witte 2010. Haplochromis coprologus ingår i släktet Haplochromis och familjen Cichlidae. IUCN kategoriserar arten globalt som akut hotad. Inga underarter finns listade i Catalogue of Life.